# Fredy Bareiro
Fredy José Bareiro Gamarra, paragvajski nogometaš, * 27. marec 1982, Itauguá, Paragvaj.
Sodeloval je na nogometnemu delu poletnih olimpijskih iger leta 2004 in osvojil srebrno medaljo.